# InnovaFeed
 (juillet 2025).
Il peut être nécessaire de l'améliorer pour respecter le principe de neutralité de point de vue. Veuillez consulter la page de discussion pour plus de détails.

Innovafeed est une entreprise française spécialisée dans les procédés d’élevage et de transformation d’insectes, fondée en 2016. Elle commercialise des ingrédients dérivés d’insectes à destination de la nutrition animale. La firme dispose de deux usines de production dans le nord de la France, à Gouzeaucourt et à Nesle.

## Histoire

### Création
Innovafeed a été fondée en 2016 par 4 ingénieurs, Guillaume Gras, Clément Ray, Aude Guo et Bastien Oggeri. Aujourd’hui, la société est dirigée par Clément Ray, Aude Guo et Bastien Oggeri. 

### Développement industriel
L'entreprise a intégré en juin 2016 le Genopole d'Évry, ce qui lui a permis de mener plusieurs projets de recherche et développement afin de mettre au point sa technologie. Elle opère depuis octobre 2017 une unité de production pilote située près de Gouzeaucourt dans le Cambrésis, ayant permis de valider ses procédés à échelle industrielle et de démarrer la commercialisation de ses produits.
Le 27 septembre 2018, la firme a annoncé publiquement la construction d'un site de production à Nesle d’une capacité de 10 000 tonnes de protéines d'insectes par an. L'entreprise fait le choix d'implanter cette unité de production à proximité immédiate de l’amidonnerie du groupe Tereos afin de permettre des synergies industrielles entre les deux sites : valorisation de coproduits, économies d'énergie et de transport.
La construction du site de Nesle débute le 21 mai 2019. En septembre 2020, l'entreprise indique y avoir lancé sa production de protéines d'insectes. En janvier 2021, dans le cadre du plan de relance, InnovaFeed bénéficie d'une subvention de 4,5 millions d'euros pour agrandir son site de production avec l'ambition de doubler son nombre de salariés.
Fin novembre 2020, l'entreprise annonce avoir choisi un nouveau site de production à Decatur aux États-Unis. Le projet réalisé en partenariat avec ADM a pour ambition la construction de la plus grande usine de production de protéines d'insectes au monde.

### Financement
L'entreprise a réalisé une première collecte de fonds de 15 millions d'euros mi-février 2018.
En novembre 2018, la société indique avoir bouclé un tour de table de 40 millions d'euros supplémentaires. L'opération a été menée par un groupe d'investisseurs européens et asiatiques conduits par Creadev. 
En novembre 2020, ce sont 140 millions d'euros qui sont levés auprès des actionnaires Creadev et Temasek ainsi que plusieurs banques. Ces fonds sont notamment destinés à développer le modèle industriel de l'entreprise aux États-Unis,.
En septembre 2022, Innovafeed lève 250 millions d'euros.
En février 2023, la startup rejoint le Next40. 

### Développement commercial
Innovafeed a signé en 2017 un accord avec le distributeur Auchan pour collaborer sur la mise en place de nouvelles filières responsables de poissons nourris à l’insecte.
Auchan a choisi de démarrer l’initiative avec une filière de truites. En juin 2018, les premières truites nourries à l'insecte ont été commercialisées dans les magasins d'Auchan Retail France dans le cadre d’un essai commercial.  Depuis novembre 2018, les truites "nourries à l'insecte" sont disponibles en approvisionnement continu dans 52 magasins Auchan avec la vocation de s’étendre partout en France.
Dans le cadre de sa production d’huile d'insectes, en mai 2021, la compagnie étend son partenariat avec Cargill pour la nutrition des porcs. 
En juillet 2021, Lidl mobilise plusieurs acteurs de l’agroalimentaire avec l’objectif de limiter l’import de soja brésilien pour la fabrication de ses produits animaux. Innovafeed fait partie des acteurs fournissant Lidl en ingrédients de substitution au soja brésilien. 

## Technologie et savoir-faire

### Mouche soldat noire (Hermetia illucens)
L’insecte utilisé est la larve de la Mouche Soldat Noire Hermetia illucens.
Cette espèce d'insectes a été approuvée par la Commission Européenne pour l'élevage à destination de l'alimentation animale en vertu de son caractère cosmopolite, non vecteur de pathogène pour l'Homme et non agressif,.

### Techniques d'élevage
Les co-produits utilisés n'engendrent pas la consommation de ressources naturelles additionnelles et n'entrent pas en compétition avec l'alimentation humaine[réf. nécessaire]. Les déjections des insectes sont utilisées comme amendement naturel pour l’agriculture biologique locale.